# كايل هاينز (لاعب كرة قدم)
كايل هاينز (بالإنجليزية: Kyle Haynes) هو لاعب كرة قدم بريطاني في مركز الدفاع، ولد في 29 ديسمبر 1991 في ولفرهامبتن في المملكة المتحدة. لعب مع نادي تشيلتنهام تاون لكرة القدم ونادي سالزبري سيتي ونادي غلوستر سيتي ونادي هدنسفورد تاون.

## وصلات خارجية
- كايل هاينز (لاعب كرة قدم) على موقع قاعدة بيانات كرة القدم.إي يو (الإنجليزية)
- كايل هاينز (لاعب كرة قدم) على موقع Soccerbase.com (لاعب) (الإنجليزية)